# Eerste Kamerverkiezingen 2015/Kandidatenlijst/CDA
De kandidatenlijst van het CDA voor de Eerste Kamerverkiezingen 2015 werd op 30 april 2015 definitief vastgesteld door het centraal stembureau voor deze verkiezingen.
1. Elco Brinkman (m) Leiden
2. Maria Martens (v) Nijmegen
3. Wopke Hoekstra (m) Bussum
4. Ton Rombouts (m) 's-Hertogenbosch
5. Grietje de Vries-Leggedoor (v) Nieuw-Buinen
6. Niek Jan van Kesteren (m) Katwijk
7. Anne Flierman (m) Markelo
8. Ben Knapen (m) Amsterdam
9. Ria Oomen-Ruijten (v) Maasbracht
10. Joop Atsma (m) Surhuisterveen
11. Marnix van Rij (m) Wassenaar
12. Sophie van Bijsterveld (v) Rijen
13. Pia Lokin-Sassen (v) Groningen
14. Siem Korver (m) Rhenen
15. Dick van Hemmen (m) Nunspeet
16. Frank Kerckhaert (m) Hengelo (O)
17. Gertjan van der Brugge (m) Philippine
18. Jan de Vries (m) Goudriaan
19. Anita Sörensen (v) Culemborg
20. Brigitte Bauer (v) Bergen (L)
21. Geart Benedictus (m) Joure
22. Marius Buiting (m) Utrecht
23. Hans van Kranenburg (m) Geldermalsen
24. Paul van Geest (m) Berkel en Rodenrijs
25. Marianne Luyer  (v) Almere
26. Raymond Gradus (m) Monster
27. Bas Jan van Bochove (m) Lelystad
28. Frank van den Heuvel (m) 's-Gravenhage
29. Jan Leliveld (m) Nieuwveen
30. Yolande Ulenaers (v) Kleve (DE)
31. Pieter van Maaren (m) Urk
32. Lida Schelwald-van der Kleij (v) Lelystad
33. Harry Bodifée (m) Hoek van Holland
34. Wim van Fessem (m) Breda
35. Antoinette Vietsch (v) Vlaardingen
36. Marlies Veldhuijzen van Zanten (v) Heemstede

VVD · PVV · CDA · D66 · GroenLinks · SP · PvdA · ChristenUnie · Partij voor de Dieren · 50PLUS · SGP · OSF
1980 · 1981 · 1983 · 1986 · 1987 · 1991 · 1995 · 1999 · 2003 · 2011 · 2015 · 2019 · 2023